# Уландсон
Уландсон  (швед. Olandsån) — мала річка у середній Швеції, у лені Уппсала. Впадає у Ботнічної затоку Балтійського моря. Довжина річки становить 65 км  (70 км ), площа басейну  — 880,9 км²  (870 км² ). 

## Назва
Назва річки походить від назви Оландської сотні (швед. Olands härad) — колишньої адміністративної одиниці у лені Уппсала. 

## Географія
Річка Уландсон бере початок від озера Уваншен (швед. Ovansjön), розташованого в межах комуни Уппсала на висоті 15 м над рівнем моря.  Протікає по території комун Уппсала і Естгаммар.  Долина річки являє собою рівнину. Впадає у фьорд Калльрігаф'єрден (швед. Kallrigafjärden) затоки Ерегрундсгрепен (швед. Öregrundsgrepen) і через них — у Ботнічну затоку Балтійського моря. 
Більшу частину басейну річки — 67 % — займають ліси. Болота займають 4 % площі басейну, озера — 2 %. Сільськогосподарські угіддя і луки займають 27 % площі басейну.  